# 932 Hooveria
932 Hooveria
932 Hooveria là một tiểu hành tinh bay quanh Mặt Trời. Nó được đặt theo tên president Herbert Hoover.